# Китано, Юсю
Юсю Китано (яп. 北野 祐秀 Китано Ю:сю:); 14 апреля 1930, префектура Осака, Япония — 27 февраля 2016, Нисиномия, Япония) — японский борец вольного стиля, призёр Олимпийских игр.

## Спортивная карьера
Окончил Университет Кэйо.
В 1952 году на Олимпийских играх в Хельсинки завоевал серебряную медаль в весовой категории до 52 кг. До этого он был совершенно неизвестен на международной спортивной арене. В турнирной таблице набрал столько же очков, как и представитель Турции Хасан Гемиджи, однако вследствие поражения в очном поединке остался на втором месте.
В 1954 году он завоевал серебряные медали Азиатских игр в Маниле и чемпионата мира в Токио.
В других международных турнирах участия не принимал.